# Loricariichthys platymetopon
Loricariichthys platymetopon är en fiskart som beskrevs av Isaac J.H. Isbrücker och Nijssen, 1979. Loricariichthys platymetopon ingår i släktet Loricariichthys och familjen Loricariidae. Inga underarter finns listade i Catalogue of Life.